# Federico Kammerichs
Guillermo Federico Kammerichs (Goya, 21 giugno 1980) è un ex cestista argentino con cittadinanza tedesca.

## Carriera
È stato selezionato dai Portland Trail Blazers al secondo giro del Draft NBA 2002 (51ª scelta assoluta).
Con l'Argentina ha disputato due edizioni dei Giochi olimpici (Pechino 2008, Londra 2012), i Campionati mondiali del 2010 e cinque edizioni dei Campionati americani (2003, 2005, 2007, 2009, 2011).

## Palmarès
- ULEB Cup: 1

Valencia: 2002-03